# Первая хартия Вирджинии

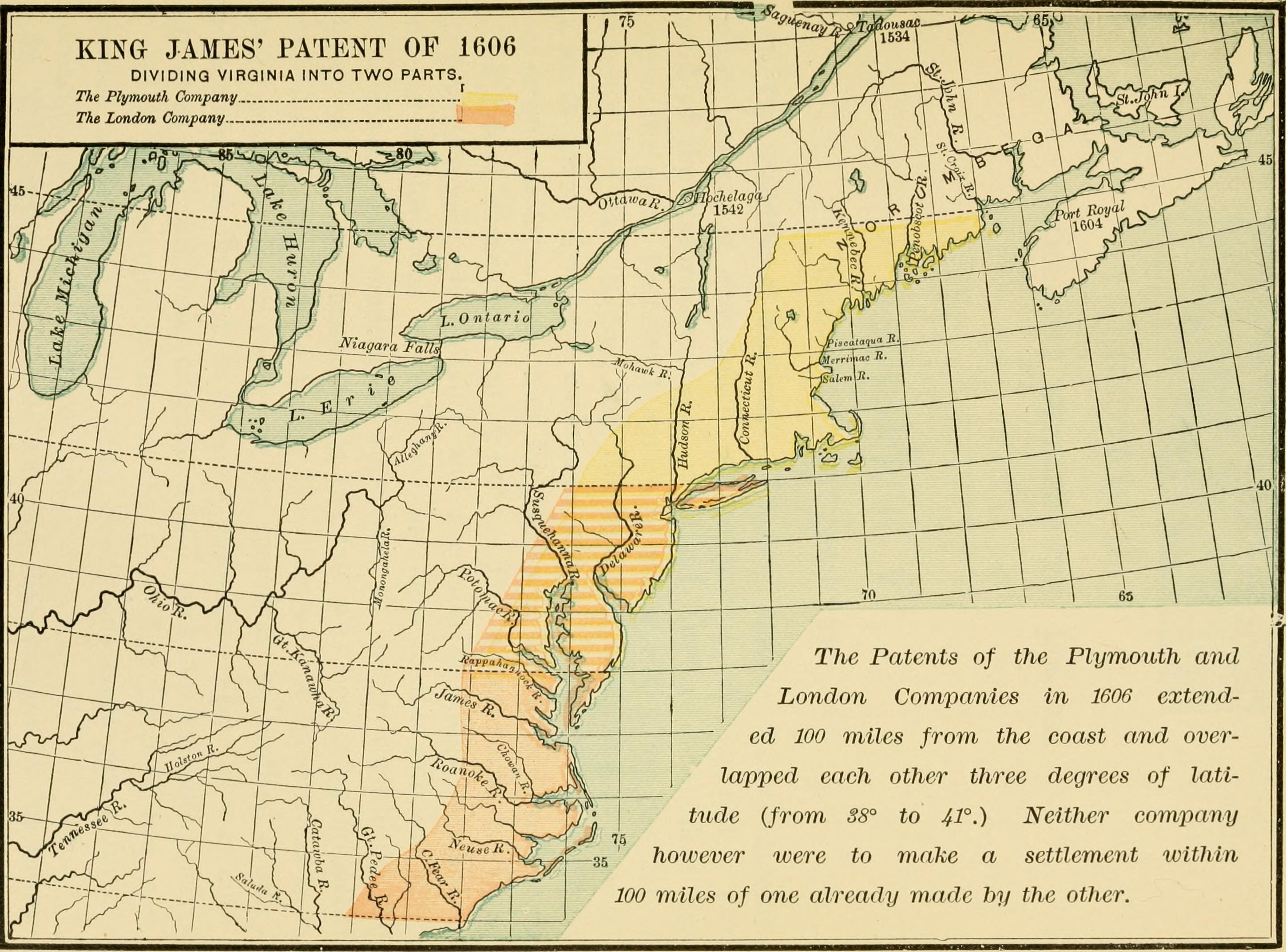
Американские колонии Англии согласно хартии 1606 года.

Первая хартия Вирджинии (англ. The First Charter of Virginia), известная так же как Хартия 1606 года (англ. Charter of 1606)  — исторический документ, хартия, которую английский король Яков I выдал Вирджинской кампании в 1606 году. В хартии он давал колонистам права на земли в Северной Америке, чтобы они могли основать там поселение, экспортировать товары в Англию и служить буфером, препятствующим испанской колонизации. Хартия давала колонистам право на землю примерно от современной Южной Каролины до Мэна. Земля оставалась в собственности короля, но Лондонская компания и Плимутская компания исполняли обязанности его заместителей. Правительством колонии первое время являлся Совет, находящийся в Лондоне. Лондонская компания принимала на себя обязательство финансировать колонизацию, вербовать колонистов и обеспечивать их транспортом.